# Lễ hội Katé
Lễ hội Katé còn được gọi là Mbang Katé là một lễ hội của đồng bào dân tộc Chăm. Đây là một lễ hội dân gian thiêng liêng đặc sắc và rất quan trọng. Lễ hội tổ chức nhằm tưởng nhớ đến những người đã khuất, tưởng nhớ đến các vị anh hùng dân tộc (được người Chăm tôn vinh làm thần). Thường được tổ chức vào 1 tháng 7 theo lịch của người Chăm (khoảng 25/9 đến 25/10 dương lịch). Người dân tập trung tại các đền tháp cổ kính, thưởng thức các điệu múa nhạc dân gian trong kho tàng âm nhạc của người Chăm. Mọi người nghỉ ngơi và tràn ngập niềm vui, đi thăm viếng chúc tụng lẫn nhau. Lễ hội được chia làm hai phần là phần lễ và phần hội

## Lễ
Nghi thức hành lễ đón rước phục y, lễ mở cửa tháp, lễ tắm tượng thần, lễ mặc phục y cho tượng thần, đại lễ. Khi điệu múa thiêng kết thúc thì ngoài tháp Chăm bắt đầu mở hội. Các điệu múa, làn điệu dân ca cộng hưởng với trống Gi Năng, trống Paranưng và kèn Saranai làm vui nhộn cả một vùng. Lễ hội kết thúc vào chiều tối ngày thứ hai của lễ.

## Hội
Lễ hội Katé được tổ chức theo quy mô nhỏ tiến hành ở từng làng, một ngày sau đó là lễ hội của từng gia đình một. Các thành viên từng gia đình cùng quần tụ đông đủ, có một người chủ tế. Người chủ tế thường được lựa chọn là người chủ hộ, lớn tuổi, hay trưởng dòng họ trong dòng tộc. Cầu mong cho gia đình được tổ tiên thần linh phù hộ, con cháu làm ăn phát đạt gặp nhiều may mắn. Mọi thành viên trong gia đình đây là cơ hội để mọi người gần gũi, gắn bó, đoàn kết, thương yêu nhau hơn,trân trọng nhau  trong cuộc sống, là dịp để vui chơi, giải trí sau một năm lao động miệt mài.